# Nadia Zaboura

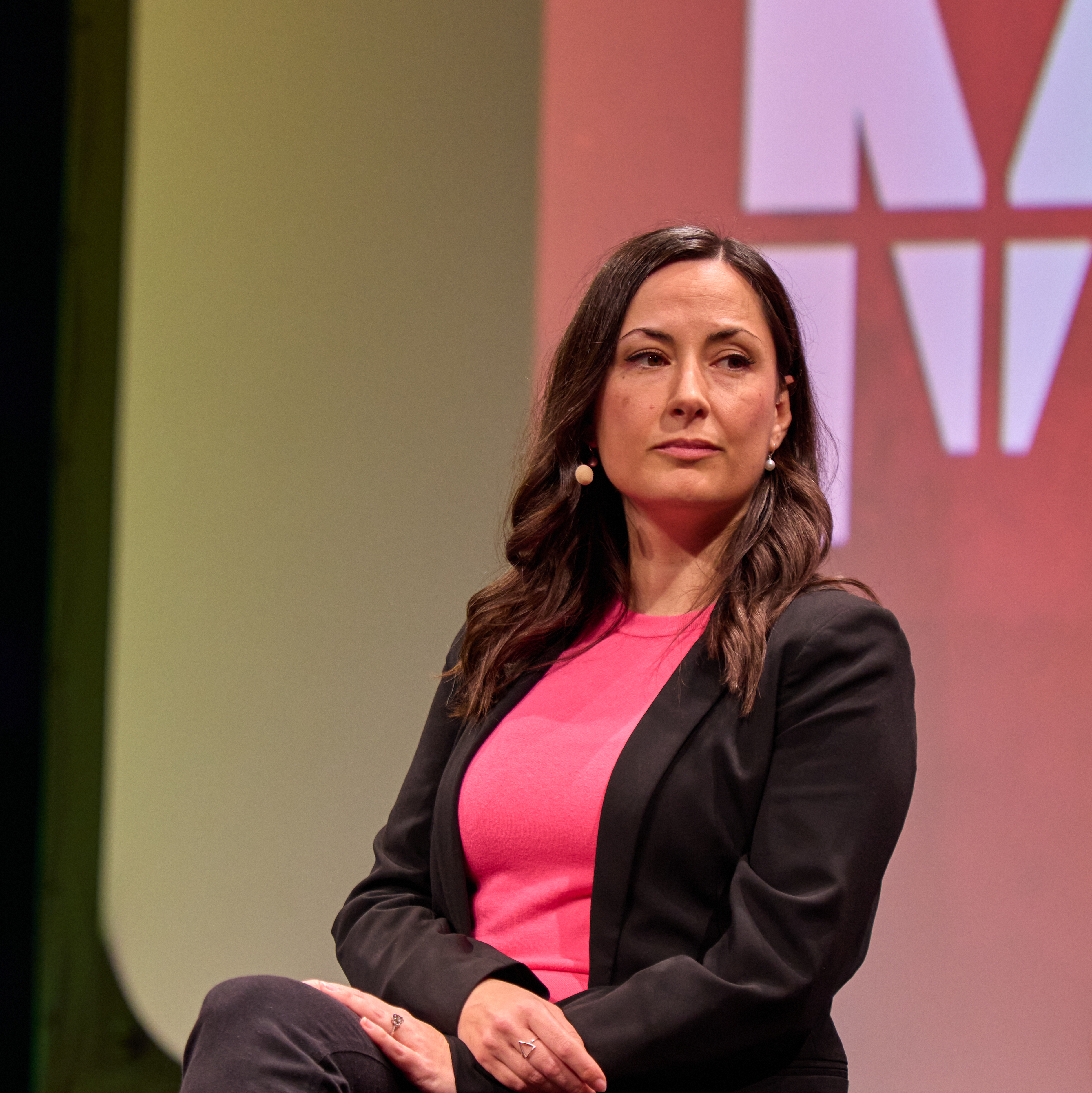
Nadia Zaboura, 2025

Nadia S. Zaboura (* 1979) ist eine deutsche Kommunikationswissenschaftlerin, Medienkritikerin, Moderatorin und Autorin.

## Leben und Ausbildung
Nadia Zaboura studierte Kommunikationswissenschaft und Linguistik mit wissenschaftlichem Schwerpunkt auf der Kommunikation neuronaler Prozesse sowie Anthropologie und Sprache an der Universität Duisburg-Essen. Seit 2011 leitet sie „Zaboura Consulting“ und berät Medienhäuser, Ministerien, Stiftungen und Verbände strategisch in den Bereichen Medien, Bildung und digitale Gesellschaft.
Sie beriet bereits das Bundesministerium für Familie, Senioren, Frauen und Jugend (BMFSFJ), das Grimme-Institut und das Fraunhofer-Institut. Als Moderatorin ist sie für Medien-, Tech- und Wissenschaftskongresse tätig, darunter Veranstaltungen der Re:publica, der Deutschen Kinder- und Jugendstiftung. Nadia Zaboura ist Mitglied des Kuratoriums des „Grimme-Forschungskolleg – Medien und Gesellschaft im digitalen Zeitalter“.
Seit 2022 moderiert sie mit Nils Minkmar den Medienpodcast „quoted“, ein gemeinsames Projekt der Süddeutschen Zeitung und der Civis Medienstiftung. Im Jahr 2024 wurde sie für ihre journalistische Arbeit mit dem Bert-Donnepp-Preis ausgezeichnet. Im gleichen Jahr war sie für ihre Instagram-Aufklärungsarbeit und -Medienkritik an öffentlich-rechtlichen Fernsehformaten für den Grimme Online Award nominiert.

## Schriften
- mit Peter Stegmaier/Jo Reichertz (Hrsg.): Die Bedeutung des Handelns - zum Verhältnis von Wissenssoziologie und neuropsychologischer Hirnforschung, Wiesbaden 2006.
- mit Jo Reichertz (Hrsg.): Akteur Gehirn – oder das vermeintliche Ende des handelnden Subjekts, Wiesbaden 2006.
- Das empathische Gehirn: Spiegelneurone als Grundlage menschlicher Kommunikation, Wiesbaden 2008, ISBN 978-3-531-16390-1.